# Proteostrenia occulta
Proteostrenia occulta är en fjärilsart som beskrevs av W. Warren 1901. Proteostrenia occulta ingår i släktet Proteostrenia och familjen mätare. Inga underarter finns listade i Catalogue of Life.